# Giorgi Mamardashvili
Giorgi Mamardashvili (em georgiano: გიორგი მამარდაშვილი; Tbilisi, 29 de setembro de 2000) é um futebolista georgiano que atua como goleiro. Atualmente, joga pelo Liverpool e pela Seleção Georgiana.

## Carreira

### Dínamo Tbilisi
Nascido em Tbilisi, Mamardashvili iniciou sua carreira no Gagra, tendo ido para o Dinamo Tbilisi em 2012. Depois de ficar na reserva do time principal durante a maior parte da temporada de 2018, foi emprestado ao FC Rustavi para a temporada de 2019.
Mamardashvili fez sua estreia profissional em 2 de março de 2019, na derrota por 4–1 para o Locomotive Tbilisi. Depois de atuar em 28 jogos na Liga e ajudar sua equipe a escapar do rebaixamento, foi emprestado para o Locomotive Tbilisi na temporada de 2020.

### Valencia
Em 7 de junho de 2021, o Valencia anunciou Mamardashvili por empréstimo de um ano sem opção de compra, tendo sido inicialmente integrado ao time reserva na Tercera División. Ao fazer a pré-temporada com o time principal, acabou impressionando o então técnico do clube José Bordalás e acabou ganhando a vaga de titular na estreia da La Liga de 2021–22 contra o Getafe em 13 de agosto, que terminou 1–0 para o Los Che.
Em 31 de dezembro de 2021, o Valencia confirmou a contratação definitiva de Mamardashvili que assinou contrato até 2024, com opção de renovação por mais um ano. Em 2022, Mamardashvili valia 10 milhões de euros.

### Liverpool
Em 27 de agosto de 2024, O Liverpool confirmou a contratação do goleiro georgiano vindo do Valencia. O jogador foi o principal destaque de sua seleção na disputa da Eurocopa de 2024.
Os Reds abriram os cofres para contratar o novo goleiro: a transferência custou cerca de 35 milhões de euros (cerca de R$ 215 milhões). Porém, Mamardashvili permanecerá emprestado ao Valencia, se juntando ao clube inglês somente no início da temporada 25/26.

## Seleção Georgiana
Depois de atuar em três jogos pela Seleção da Geórgia Sub-21, Mamardashvili fez sua estreia pela seleção principal em 8 de setembro de 2021 num amistoso contra a Bulgária.
Em 15 de junho de 2023, foi um dos 23 convocados para o Campeonato Europeu de Futebol Sub-21 de 2023.
Em 22 de maio de 2024, foi um dos 26 convocados para representar a Geórgia na Eurocopa de 2024.

## Estatísticas
Atualizadas até dia 1 de julho de 2023.[carece de fontes?]

### Clubes
| Clubes             | Temporada         | Campeonato nacional | Campeonato nacional | Copa Nacional[a] | Copa Nacional[a] | Competições continentais[b] | Competições continentais[b] | Outros torneios[c] | Outros torneios[c] | Total | Total |
| Clubes             | Temporada         | Jogos               | Gols                | Jogos            | Gols             | Jogos                       | Gols                        | Jogos              | Gols               | Jogos | Gols  |
| ------------------ | ----------------- | ------------------- | ------------------- | ---------------- | ---------------- | --------------------------- | --------------------------- | ------------------ | ------------------ | ----- | ----- |
| Dínamo Tbilisi     | 2018              | 0                   | 0                   | 0                | 0                | —                           | —                           | —                  | —                  | 0     | 0     |
| Dínamo Tbilisi     | Total             | 0                   | 0                   | 0                | 0                | 0                           | 0                           | 0                  | 0                  | 0     | 0     |
| Rustavi            | 2019              | 28                  | 0                   | 2                | 0                | —                           | —                           | 2                  | 0                  | 32    | 0     |
| Rustavi            | Total             | 28                  | 0                   | 2                | 0                | 0                           | 0                           | 2                  | 0                  | 32    | 0     |
| Locomotive Tbilisi | 2020              | 11                  | 0                   | 1                | 0                | —                           | —                           | —                  | —                  | 12    | 0     |
| Locomotive Tbilisi | 2021              | 18                  | 0                   | 2                | 0                | 3                           | 0                           | —                  | —                  | 23    | 0     |
| Locomotive Tbilisi | Total             | 29                  | 0                   | 3                | 0                | 3                           | 0                           | 0                  | 0                  | 35    | 0     |
| Valencia           | 2021–22           | 18                  | 0                   | 3                | 0                | —                           | —                           | —                  | —                  | 21    | 0     |
| Valencia           | 2022–23           | 38                  | 0                   | 3                | 0                | —                           | —                           | 1                  | 0                  | 42    | 0     |
| Valencia           | Total             | 56                  | 0                   | 6                | 0                | 0                           | 0                           | 1                  | 0                  | 63    | 0     |
| Total na carreira  | Total na carreira | 113                 | 0                   | 11               | 0                | 3                           | 0                           | 2                  | 0                  | 130   | 0     |

- a. ^ Jogos da Copa do Rei e Copa da Geórgia
- b. ^ Jogos da Liga Europa da UEFA
- c. ^ Jogos do Supercopa da Espanha

## Títulos

### Prêmios individuais
- Melhor goleiro do Campeonato Georgiano: 2020[carece de fontes?]